# Project Gotham Racing (серия игр)
Project Gotham Racing (сокр. PGR) — серия видеоигр в жанре аркадных авто- и мотогонок, разработанная студией Bizarre Creations и изданная компанией Microsoft Game Studios. Одноимённая первая часть серии была выпущена в 2001 году эксклюзивно для игровой приставки Xbox. После успеха игры компания создала несколько продолжений и спин-оффов.

## Игровой процесс
Все игры серии имеют схожие базовые принципы — необходимо участвовать в гонках и прочих заездах, проходящих на специальных трассах в реальных городах мира. В режиме карьеры следует проходить испытания, получая в награду медали и повышая место в рейтинге лучших гонщиков. Отличительной особенностью серии стала система Kudos — очков, зарабатываемых путём стильного и аккуратного вождения и выполнения зрелищных манёвров, например дрифта и прыжков. Данные очки позволяют открывать доступ к новому контенту, а их набор является ключевой целью в некоторых видах заездов. Система Kudos была заимствована разработчиками серии, студией Bizarre Creations, из их предыдущей гоночной игры — Metropolis Street Racer — эксклюзива консоли Dreamcast, который и послужил прообразом Project Gotham Racing. Все игры серии предоставляют игроку различные лицензированные реальными производителями автомобили с подробной информацией о каждом из них, а в последней основной части франшизы — Project Gotham Racing 4 — также предоставлены мотоциклы. Игры серии, помимо прочего, обладают многопользовательским режимом и функционалом, который задействует уникальные возможности платформ: например, в основных частях для всех консолей семейства Xbox присутствуют сетевые функции сервиса Xbox Live, а на Xbox 360 — система достижений.

## Оценки и мнения
| Игра                    | GameRankings | Metacritic |
| ----------------------- | ------------ | ---------- |
| Project Gotham Racing   | 87.32%       | 85/100     |
| Project Gotham Racing 2 | 93.16%       | 90/100     |
| Project Gotham Racing 3 | 88.59%       | 88/100     |
| Project Gotham Racing 4 | 86.50%       | 85/100     |

Все игры серии получили позитивные отзывы и признание профессиональной прессы. Обозреватели удостоили похвалы качественную графику и звук, разнообразные и проработанные трассы, а также продуманный и увлекательный игровой процесс, включающий в себя интересные виды заездов, сетевые возможности и механики, как, например, удачно реализованная система очков Kudos, добавляющая играм большей «глубины».